# Rory Fleck-Byrne
Rory Fleck-Byrne (* 1988 oder 1989 in England) ist ein irischer Schauspieler.

## Kindheit
Rory Fleck-Byrne wurde in England geboren und zog im Alter von neun Jahren nach Irland. Dort lebte er in Kilkenny, bis er 2007 nach London ging, um seine Schauspielausbildung an der Royal Academy of Dramatic Art zu absolvieren. Diese schloss er im Jahr 2010 ab.

## Karriere
Seinen ersten Schauspieljob bekam er 2010. In dem Theaterstück Antony and Cleopatra spielte er den Demetrius neben Kim Cattrall als Kleopatra. 2014 war er in The Quiet Ones zu sehen. Er spielte den Assistenten eines psychologischen Wissenschaftlers, der dessen brutale Forschungsmethoden anzweifelt. 2016 hatte er einen Auftritt als Ruby in dem Film Tiger Raid. 2017 stellte er Daniel Marney in der britisch-amerikanischen Dramaserie Harlots dar. Fleck Byrnes Figur Daniel verliebt sich in die Leiterin eines Bordells. Später im Jahr 2017 war Fleck Byrne neben Jackie Chan und Pierce Brosnan in The Foreigner zu sehen. Fleck Byrne spielte Brosnans Neffen Sean Morrison, einen ehemaligen Offizier der britischen Marine. Später erklärte er die Dreharbeiten zum Film seien einer seiner schönsten und herausforderndsten Erlebnisse. Er musste mit einem Stuntteam trainieren, um Martial Arts zu erlernen und sich in die Gedanken eines Auftragsmörders einfühlen. Da er Martial Arts sehr liebte, trainierte er nach Beendigung des Films mit einem Trainer in London weiter. Fleck Byrne war ebenfalls als Autor, Schauspieler und Produzent in den Kurzfilmen Inbox und Bodies tätig. Bodies spielte in Fleck Byrnes Heimatstadt Kilkenny und handelt von zwei Bestattern, die versuchen mit dem Leben verbunden zu bleiben. Inbox wurde mithilfe der Crowdfunding-Website Kickstarter.com veröffentlicht.
Neben seinen Auftritten in Film und Fernsehen, ist Fleck Byrne immer wieder auf Theaterbühnen zu sehen, beispielsweise in King Charles III (2014–2015), Anna Karenina (2016) oder The Phlebotomist (2018).

## Privatleben
Neben dem Schauspiel liebt Fleck Byrne es zu singen. In einem Interview erwähnte er, dass er, wenn er nicht Schauspieler wohl Frontmann einer Band geworden wäre. Er schreibt seine eigenen Lieder und lebt in London.

## Filmografie
- 2005: Stealaway
- 2013: Untitled Blues (Kurzfilm)
- 2014: Grantchester (Fernsehserie, 1 Folge)
- 2014: The Quiet Ones
- 2014: Vampire Academy
- 2014: Damo and Ivor (Fernsehserie, 5 Folgen)
- 2015: Bodies (Kurzfilm)
- 2016: Inspector Barnaby (Midsomer Murders) Fernsehserie, Staffel 18, Folge 6: Der Jahrmarktsmörder (Harvest Of Souls)
- 2016: Jack Taylor (Fernsehserie, 1 Folge)
- 2016: To Walk Invisible (Fernsehfilm)
- 2016: Tiger Raid
- 2017: The Date (Kurzfilm)
- 2017: Inbox (Kurzfilm)
- 2017: Pucker (Kurzfilm)
- 2017: The Foreigner
- 2017: Harlots – Haus der Huren (Harlots, Fernsehserie, 8 Folgen)
- 2018: Death in Paradise (Fernsehserie, 1 Folge)
- 2018: Vita & Virginia
- 2020: Pixie – Mit ihr ist nicht zu spaßen (Pixie)
- 2022: Lola
- 2022: This Is Going to Hurt (Fernsehserie)
- 2023: Falling into Place

## Theater
| Jahr      | Titel                     | Rolle                | Theater              | Ort       | Einzelnachweise |
| --------- | ------------------------- | -------------------- | -------------------- | --------- | --------------- |
| 2010      | Antony and Cleopatra      | Demetrius/Dollabella | Liverpool Playhouse  | Liverpool | [ 20 ]          |
| 2011      | Cause Celebre             | Ewen Montagu         | The Old Vic          | London    | [ 21 ] [ 22 ]   |
| 2011      | Disco Pigs                | Pig                  | Young Vic            | London    | [ 23 ]          |
| 2011      | The Lion in Winter        | Philip               | Theatre Royal        | London    | [ 24 ]          |
| 2013      | That Face                 | Henry                | The Landor Theatre   | London    | [ 25 ]          |
| 2014      | The Vortex                | Nicky Lancaster      | Gate Theatre         | Dublin    | [ 26 ]          |
| 2014      | The Well Rested Terrorist | Singer               | Peacock              | Dublin    | [ 27 ]          |
| 2014–2015 | King Charles III          | William              | Wyndham's Theatre    | London    | [ 28 ]          |
| 2016      | Anna Karenina             | Vronsky              | Abbey theatre        | Dublin    | [ 17 ]          |
| 2018      | The Phlebotomist          | Aaron                | Hampstead Downstairs | London    | [ 18 ]          |